# Bussy, Oise

Bussy este o comună în departamentul Oise, Franța. În 1 ianuarie 2022 avea o populație de 308 de locuitori.